# Francesco Attolico
Francesco Attolico, surnommé Airone Azzurro, né le 23 mars 1963 à Bari, est un joueur de water-polo italien, jouant au poste de gardien de but. 

## Biographie
Francesco Attolico est champion olympique avec l'équipe d'Italie de water-polo aux Jeux olympiques d'été de 1992 à Barcelone. Les Italiens remportent le championnat d'Europe en 1993 et 1995 ainsi que le championnat du monde en 1994. En 1996, Attolico est médaillé de bronze aux Jeux olympiques d'Atlanta et il termine cinquième des Jeux olympiques d'été de 2000.
En club, il est sacré champion d'Italie en 1997 et 1998 avec le Pescara Pallanuoto et en 2001 avec le Circolo Nautico Posillipo.
Il arrête sa carrière en 2001 et entre dans l'encadrement technique de l'équipe d'Italie.

## Hommage
Le 7 mai 2015, en présence du président du Comité national olympique italien (CONI), Giovanni Malagò, a été inauguré  le Walk of Fame du sport italien dans le parc olympique du Foro Italico de Rome, le long de Viale delle Olimpiadi. 100 tuiles rapportent chronologiquement les noms des athlètes les plus représentatifs de l'histoire du sport italien. Sur chaque tuile figure le nom du sportif, le sport dans lequel il s'est distingué et le symbole du CONI. L'une de ces tuiles lui est dédiée .